# Alexander Van der Bellen
Pour les articles homonymes, voir Bellen.
Alexander Van der Bellen (/ˌalɛˈksandɐ fan dɛɐ̯ ˈbɛlən/), né le 18 janvier 1944 à Vienne, est un économiste et homme d'État autrichien, président fédéral de la république d'Autriche depuis le 26 janvier 2017.
Il est issu d'une famille néerlandaise de réfugiés provenant de Russie et acquiert la nationalité autrichienne en 1958. Il entame son parcours politique sous les couleurs du Parti social-démocrate puis aux côtés des Verts, tout en enseignant l'économie à l'université.
Député au Conseil national de 1994 à 2012, il préside notamment le groupe des écologistes à la chambre basse puis devient le porte-parole des Verts à partir de 1997. Il en quitte la direction onze ans plus tard, après avoir fait progresser le parti lors des scrutins législatifs successifs. 
Il se présente à l'élection présidentielle de 2016, qu'il gagne de justesse à l'issue du second tour face à son concurrent nationaliste, Norbert Hofer. Après l'invalidation de sa victoire par la Cour constitutionnelle, il remporte de nouveau le second tour, avec une avance plus confortable.
Il est réélu pour un second sextennat dès le premier tour en 2022.

## Situation personnelle

### Origines familiales
En 1763, les ancêtres néerlandais d'Alexander Van der Bellen immigrent à Pskov et y sont anoblis. Son grand-père, Alexandre von der Bellen né à Pskov, fuit l'Empire russe pendant la révolution bolchévique de 1917, en Estonie où lui et sa famille trouvent refuge. Entre 1940 et 1941, après l'occupation de l'Estonie par l'Union soviétique, le père d'Alexander Van der Bellen, Alexander Konstantin (1898 – 1966), un banquier aristocrate d'ascendance russe et divorcé, parvient, avec sa compagne et future épouse Alma Siebold (1907 – 1993), d'origine germano-estonienne, à se rendre en Allemagne, puis, de là, à Vienne. Les parents d'Alexander Van der Bellen, surnommé « Sascha » d'après le diminutif russe d'Alexandre, qui naît le 18 janvier 1944 dans cette ville, sont des réfugiés du stalinisme.
Le nom de la famille a été orthographié « von der Bellen » dans la Russie impériale, la mention « von der » étant une particule nobiliaire. Émigrée en Estonie, pays ayant aboli les privilèges de la noblesse, le nom de la famille est différemment orthographié, celle-ci répondant désormais au nom de « Van der Bellen ».[réf. nécessaire]
Alexander Konstantin Van der Bellen, divorcé d'un premier mariage, s'est marié à Alma Siebold en 1931, trois ans avant d'obtenir la nationalité estonienne. Après la naissance d'Alexander, fils unique, la famille, soucieuse d'échapper à l'Armée rouge, s'installe dans le Tyrol, où le jeune garçon vit ses premières années. Alexander Van der Bellen se présente régulièrement comme un « enfant de réfugiés », d'où l'intérêt qu'il porte aux populations fuyant leurs pays en guerre ou l'oppression.

### Religion
Dans sa jeunesse, Alexander Van der Bellen quitte l'Église évangélique qu'il était en colère contre son pasteur local. Selon ses propres mots, il ne croit pas au seul Dieu, mais à un « message ou une vision », qui à son avis établit le Nouveau Testament. Cependant, en 2019, il déclare qu'il a rejoint l'Église évangélique de la confession d'Augsbourg la même année,.
Estonien de nationalité, il doit attendre 1958 pour acquérir la nationalité autrichienne, à l'âge de 14 ans. Bien que ses parents parlaient couramment le russe, Alexander Van der Bellen dit ne maîtriser que peu cette langue, expliquant avoir essentiellement grandi avec la pratique de l'allemand, langue officielle de l'Autriche.

### Carrière universitaire
En 1962, Alexander Van der Bellen obtient sa matura à l'Akademisches Gymnasium Innsbruck. Il entre à l'université d'Innsbruck pour suivre l'exemple de son père en étudiant les sciences économiques. En 1966, il passe sa maîtrise avec succès et devient économiste, rédigeant une importante quantité de travaux adjoints à des dissertations individuelles et collectives.
Au mois de décembre 1970, Van der Bellen réussit son doctorat tout en étant, parallèlement, assistant de recherche à l'Institut des finances publiques (en allemand : Institut für Finanzwissenschaft) de son université. Ayant obtenu, en 1975, une habilitation universitaire, il devient, un an plus tard, professeur extraordinaire en sciences financières spécialisées, poste qu'il occupe jusqu'à ce qu'il soit nommé professeur d'économie à l'université de Vienne, en 1980.
Doyen puis vice-doyen de la faculté des sciences économiques de cette université entre 1990 et 1994, il met un terme à sa carrière d'enseignant au mois de février 2009, en prenant sa retraite, bien des années après avoir entamé sa carrière politique dans les rangs des Verts (Grünen).

## Parcours politique

### Social-démocrate puis écologiste
Au milieu des années 1970, alors qu'il a entamé sa carrière universitaire, Alexander Van der Bellen adhère au Parti socialiste d'Autriche (SPÖ). À la même époque, il fréquente le mouvement écologiste, pour lequel il a des sympathies, qu'il rejoint sur le conseil de Peter Pilz, un de ses anciens étudiants qui sera plus tard le porte-parole des Verts. En 1990, Van der Bellen quitte les sociaux-démocrates mais attend deux ans pour adhérer aux Verts. La même année, ces derniers proposent sa candidature pour la présidence de la Cour des comptes, qui est rejetée.
En 1994, il entame sa carrière politique en se présentant aux élections législatives du 9 octobre, à l'issue desquelles il est élu député pour la première fois. Il entre au Conseil national le 7 novembre et s'inscrit au sein du groupe écologiste, dont il devient l'un des cadres. Dès cette époque, son ascension dans le parti devient croissante.

### Porte-parole des Verts

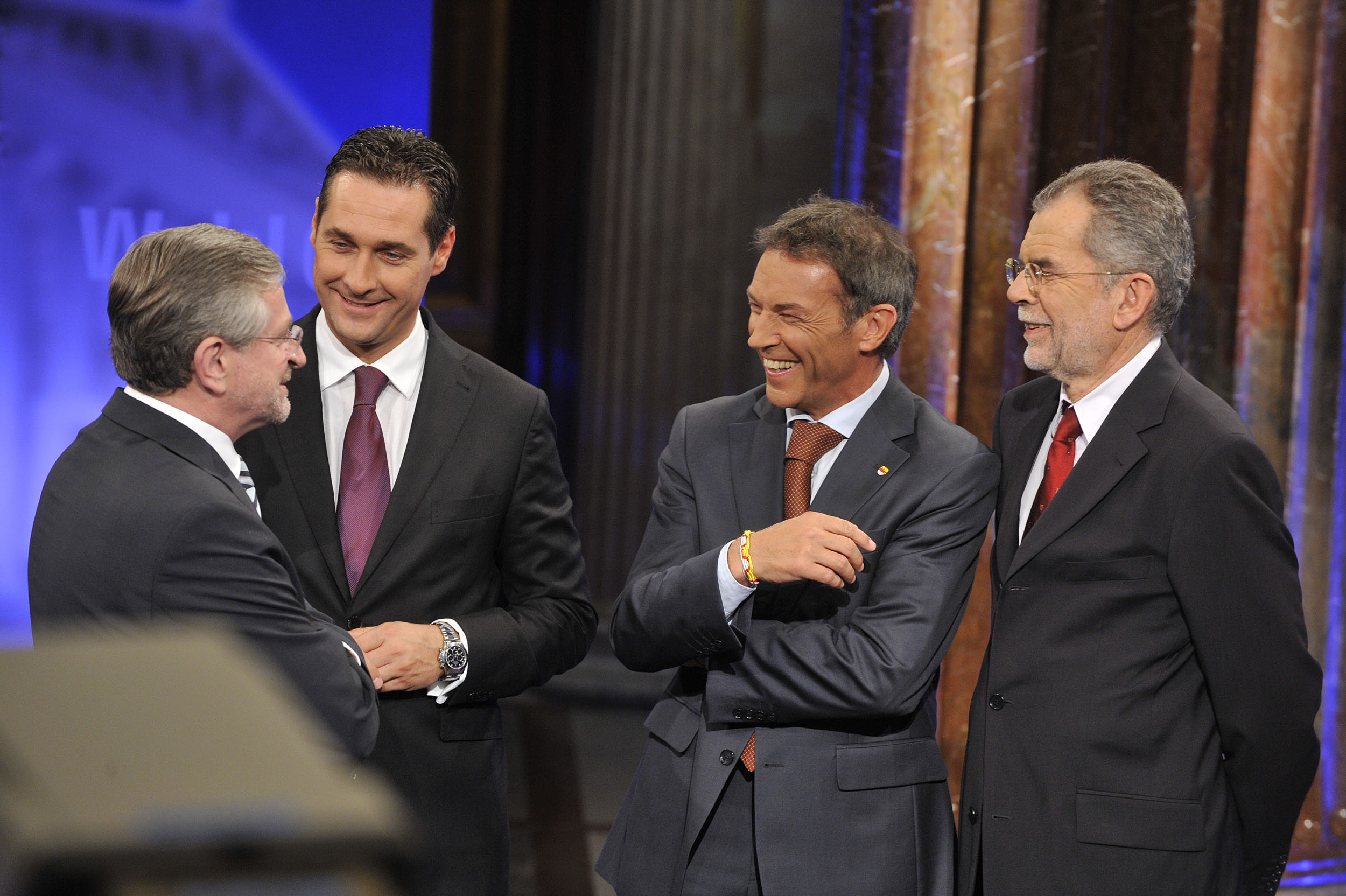
Van der Bellen (à droite) à l'issue d'un débat télévisé avec des chefs de partis, le 28 septembre 2008.

Porte-parole de son groupe parlementaire, Van der Bellen gagne sa notoriété lorsqu'il présente sa candidature au poste stratégique de porte-parole fédéral des Verts, qui garantit à celui qui l'occupe la direction du mouvement. Il est finalement élu le 13 décembre 1997 avec 82,3 % des voix, la majorité des délégués du parti le désignant pour succéder à Christoph Chorherr. Âgé de 53 ans, il devient le sixième dirigeant du parti écologiste autrichien, qu'il promet de rendre plus populaire dans la perspective des prochaines élections législatives.
Le scrutin parlementaire du 3 octobre 1999 constitue son premier test électoral. Son parti progresse par rapport aux précédentes élections : les Verts recueillent 7,4 % des voix et gagnent cinq sièges supplémentaires au Conseil national. Ce n'est que le début d'un cycle électoral positif pour Les Verts - L'Alternative verte, qui voient leur électorat s'accroître élections après élections, tant au niveau local que national.
Après avoir remporté 9,4 % des voix lors des élections législatives du 24 novembre 2002, le parti s'impose franchement à l'occasion du scrutin du 1er octobre 2006, en devenant, de justesse, la troisième force politique d'Autriche avec 11,0 % des voix, devant l'extrême droite, il est vrai fragilisée par sa division en deux partis, animés pour l'un par Heinz-Christian Strache et l'autre par Jörg Haider.
Toutefois, un peu moins de deux ans plus tard, les élections législatives du 28 septembre 2008 sonnent comme un désaveu pour Van der Bellen : crédités de 10,4 % des voix, les Verts sont rétrogradés en cinquième position, devancés par les sociaux-démocrates, les conservateurs et l'extrême droite, malgré ses divisions répétées. Cet échec conduit Alexander Van der Bellen, qui espérait pouvoir participer à une « coalition rouge-verte », à renoncer, le 3 octobre 2008, à la direction du parti qui revient à l'une de ses proches, Eva Glawischnig-Piesczek.
Au moment de sa démission, Van der Bellen, âgé de 64 ans, aura dirigé le parti durant un peu moins de 11 ans. C'est le plus long mandat détenu par un porte-parole fédéral des Verts depuis la création du parti, 22 ans plus tôt.
Présenté comme un européen convaincu, soucieux d'incarner une « troisième voie » mêlant écologie, social-démocratie et multiculturalisme, il a organisé, à Vienne, le Green Summit, auquel participèrent notamment Ségolène Royal et Daniel Cohn-Bendit, à l'occasion de la présidence autrichienne de l'Union européenne, au mois de mars 2006.

### Élection présidentielle de 2016

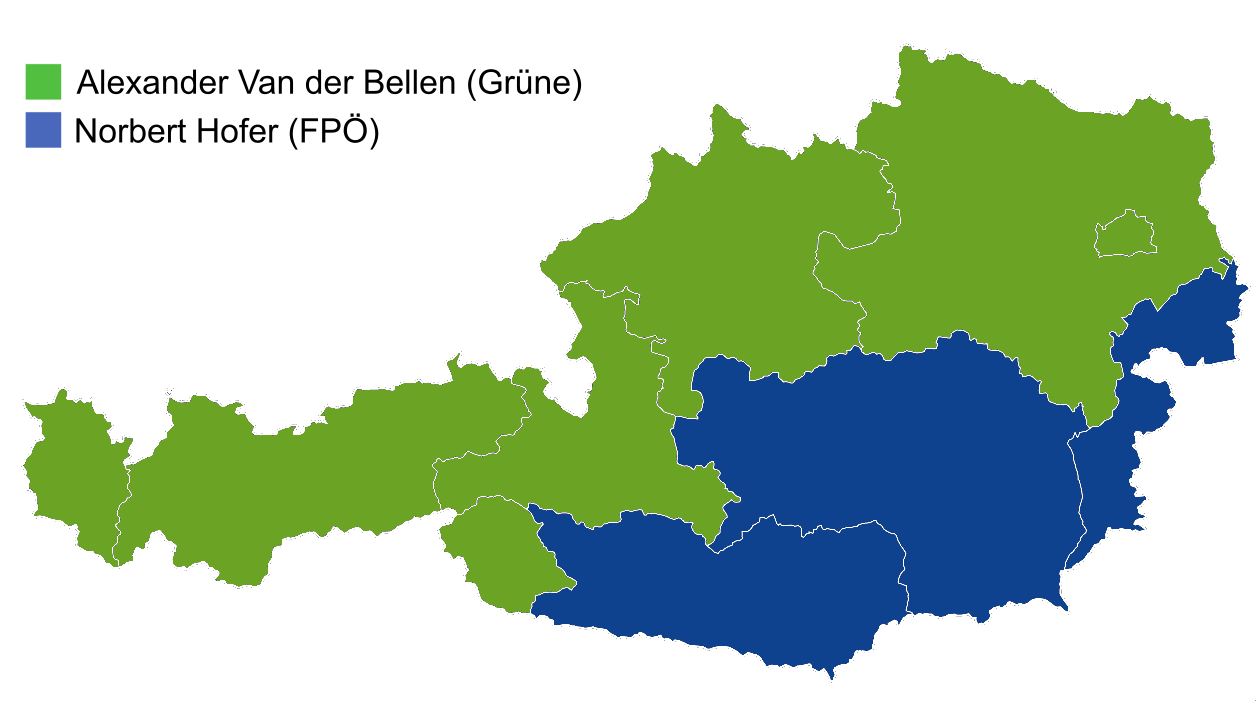
Candidat arrivé en tête par land au second tour du 4 décembre 2016 :
Norbert Hofer
Alexander Van der Bellen

Le 8 janvier 2016, il annonce sa candidature à l'élection présidentielle prévue pour cette année. Il se présente comme candidat indépendant soutenu par Les Verts. Les enquêtes d'opinion le placent longtemps en position de grand favori,,. Au soir du premier tour, le 24 avril, il arrive finalement en deuxième position avec 21,3 % des voix, loin derrière le candidat nationaliste, Norbert Hofer (35,1 %), et juste devant la candidate indépendante Irmgard Griss (18,9 %).
Au soir du second tour, qui se tient le 22 mai suivant, les deux candidats sont au coude-à-coude de sorte que ni l'un ni l'autre ne revendique la victoire ; ce n'est que le lendemain, après le dépouillement des votes par correspondance, qu'Alexander Van der Bellen est proclamé élu président fédéral avec 50,3 % des voix, soit seulement 31 000 bulletins de plus que Hofer, qui reconnaît alors sa défaite. C'est le résultat le plus serré d'une élection présidentielle autrichienne. Si le président letton Raimonds Vējonis a été, en juillet 2015, le premier écologiste élu à un poste de chef d'État, Van der Bellen est le premier écologiste élu à une telle fonction au suffrage universel direct.
Le 8 juin 2016, Heinz-Christian Strache, président fédéral du FPÖ, conteste le résultat du second tour auprès de la Cour constitutionnelle en arguant d'irrégularités dans les modalités du dépouillement des votes par correspondance et d'indices de manipulation dans 117 communes, ce qui irait selon lui « au-delà » des 31 000 votes séparant les deux candidats. Les juges donnent droit au recours et annonce le 1er juillet l'invalidation du second tour de scrutin, une semaine seulement avant l'investiture du nouveau président. Après la fin du mandat du président Heinz Fischer, le 8 juillet, l'intérim est assuré, conformément à la Constitution autrichienne, par les trois présidents du Conseil national, dont Hofer lui-même. Cet intérim dure jusqu'à l'investiture du nouveau président, attendue dans la foulée de l'organisation, le 4 décembre, d'un nouveau second tour dans toute l'Autriche.
Au soir du vote, les projections de la télévision publique autrichienne, basées sur les premiers dépouillements, laissent penser qu'il battrait son concurrent avec un score de 53,3 % des suffrages exprimés. Norbert Hofer reconnaît sa défaite (ce qu'il avait déjà fait le 22 mai, sans que cela empêche son parti de déposer ensuite un recours). Après dépouillement des votes par correspondance, sa victoire est proclamée avec 53,8 % des voix et 350 000 voix d'avance.

### Président fédéral d'Autriche

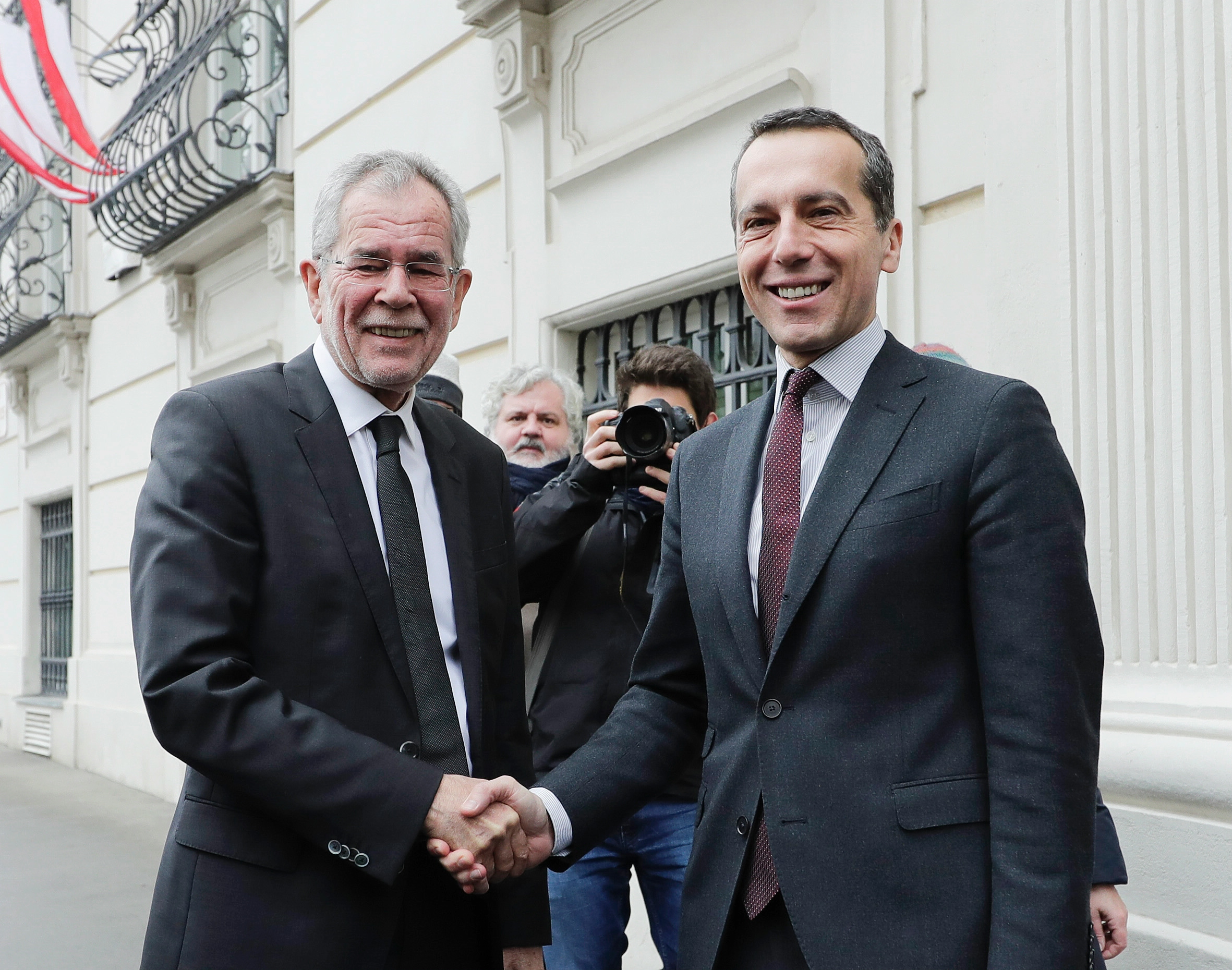
Alexander Van der Bellen avec l’ancien chancelier Christian Kern.

Âgé de 73 ans, Alexander Van der Bellen devient le neuvième président fédéral de la IIe République d'Autriche en prêtant serment, le 26 janvier 2017, devant les parlementaires réunis à l'occasion de l'investiture du nouveau chef de l'État. Il prend la succession du président sortant, Heinz Fischer, dont le mandat s'est achevé le 8 juillet 2016, et devient le premier chef d'État autrichien issu d'un parti écologiste.
Le 14 février 2017, un peu moins d'un mois après son investiture à la présidence fédérale, Alexander Van der Bellen prononce, devant les membres du Parlement européen réunis à Strasbourg, un discours en forme de plaidoyer favorable à la cause de l'Union européenne ; rappelant que les valeurs de celle-ci n'étaient « pas négociables », le nouveau président autrichien loue les valeurs européennes et les succès qui en découlent, ce que ne sauraient contrarier, à ses yeux, le populisme et le protectionnisme auxquels il invite les Européens, au-delà de ses concitoyens autrichiens, à s'opposer, suscitant, par ce discours, les applaudissements de l'ensemble des députés européens, à l'exception des nationalistes et des groupes d'extrême droite, qui se montreront critiques quant à cette intervention,.
En avril de la même année, il déclenche une polémique après avoir déclaré : « Chaque femme a le droit de s’habiller comme elle le souhaite, c’est mon avis personnel sur ce sujet. Si l’islamophobie continue à se répandre, on arriverait au jour où on devrait demander à toutes les femmes de porter un voile par solidarité avec celles qui le font pour des raisons religieuses ».
Il annonce sa candidature pour un second sextennat le 22 mai 2022.

## Publications
- (de) Ökosteuern, Vienne, Inst. für Finanzwiss. und Steuerrecht, 1995 écrit en collaboration avec Dr Joachim Lang et Dr Anton Rainer.
- (en) Synopses in the theory of choice, Berlin, Internat. Inst. für Management u. Verwaltung, 1977, écrit en collaboration avec Prof. Dr Murat Sertel.
- (de) Öffentliche Unternehmen zwischen Markt und Staat, Cologne, Kiepenheuer und Witsch, 1977.
- (en) Computations in choice groupoids, Berlin, Internat. Inst. für Management u. Verwaltung, 1976, écrit en collaboration avec Prof. Dr Murat Sertel.
- (de) Mathematische Auswahlfunktionen und gesellschaftliche Entscheidungen : Rationalität, Pfad-Unabhängigkeit u. andere Kriterien d. axiomat. Präferenztheorie, Stuttgart, Birkhäuser, 1976.
- (de) Formale Ansätze zur allgemeinen und kollektiven Präferenztheorie : Pfad-Unabhängigkeit u. andere Kriterien für Auswahlfunktionen, unter besonderer Berücks. kollektiver Entscheidungsregeln, Berlin, Internat. Inst. für Management u. Verwaltung, 1974.
- (de) Fondswirtschaft in Österreich, Vienne, Jupiter Verlag, 1968.

## Distinctions honorifiques

### Décoration autrichienne
| - | Grande étoile de la décoration d'honneur pour services à la république d'Autriche |

### Décorations étrangères
- Chevalier grand-croix au grand cordon de l'ordre du Mérite de la République italienne‎ (2019)[21]

### Titulature
- Baron de l'Empire russe.